# Andrena ribblei
Andrena ribblei är en biart som beskrevs av Laberge 1977. Andrena ribblei ingår i släktet sandbin, och familjen grävbin. Inga underarter finns listade i Catalogue of Life.